# Aleksiej Dienisienko (wojskowy)
Aleksiej Gordiejewicz Dienisienko, ros. Алексей Гордеевич Денисенко (ur. w 1907, zm. 18 listopada 1962 w Buenos Aires) – rosyjski wojskowy, oficer Rosyjskiej Armii Wyzwoleńczej, a następnie Sił Zbrojnych Komitetu Wyzwolenia Narodów Rosji podczas II wojny światowej, emigracyjny publicysta i działacz polityczny.
Uczył się w korpusie kadetów we Władykaukazie. W 1918 wstąpił do nowo formowanych wojsk Białych gen. Antona I. Denikina. W połowie listopada 1920 wraz z pozostałymi wojskowymi został ewakuowany z Krymu do Gallipoli. Na emigracji zamieszkał w Królestwie SHS. W 1927 ukończył krymski korpus kadetów. Na początku lat 30. wstąpił do Narodowo-Ludowego Związku Rosyjskich Solidarystów (NTS). Po ataku wojsk niemieckich na ZSRR 22 czerwca 1941 r., wstąpił do Rosyjskiej Armii Wyzwoleńczej (ROA). Otrzymał stopień porucznika. Od jesieni 1944 r. służył w nowo formowanych Siłach Zbrojnych Komitetu Wyzwolenia Narodów Rosji. Po zakończeniu wojny wyemigrował do Argentyny. Pod koniec lat 40. wstąpił do Stowarzyszenia Wszechkadeckiego. W latach 1955–1961 w Buenos Aires był wydawcą i jednocześnie redaktorem naczelnym pisma "Kadietskoje piśmo". Pisał do niego artykuły.